# Recorregut de la torxa olímpica als Jocs Olímpics de Rio 2016

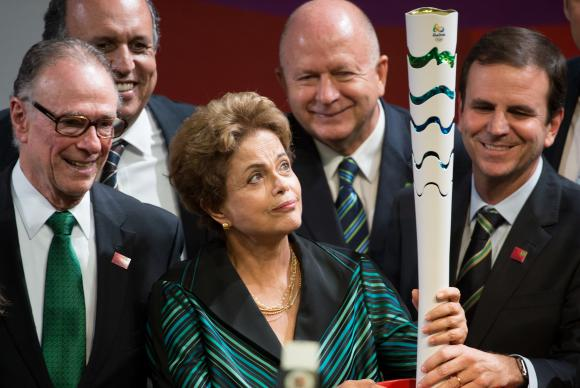
La presidenta del Brasil, Dilma Rousseff, sostenint la flama olímpica, acompanyada a l'esquerra per Carlos Arthur Nuzman (president del COB) i a la dreta per Eduardo Paes (alcalde de Rio de Janeiro).

El recorregut de la torxa Olímpica pels Jocs Olímpics de Rio de Janeiro 2016 es va dur a terme del 21 d'abril al 5 d'agost de 2016. Després de l'encesa de la Flama Olímpica en Olímpia, la torxa va emprendre un viatge a través de Grècia, Suïssa i Brasil.

## Disseny de la torxa
El 3 de juliol de 2015 va ser presentat el disseny de la Torxa Olímpica, el qual buscava reflectir la trobada entre el valor històric de la Flama Olímpica i la calor humana dels brasilers.
L'esperit olímpic es manifesta en la textura de la torxa amb triangles distribuïts al llarg del seu cos, al·ludint als tres valors olímpics –excel·lència, amistat i respecte- i en l'efecte flotant dels diferents elements, representant l'esforç dels atletes. Una de les principals innovacions de la Torxa Olímpica de Rio 2016 és el moviment d'aquests segments, que s'obren i s'expandeixen quan la flama olímpica passa d'un rellevista a un altre. Després de la seva expansió, les parts mostren els elements característics del sabor brasiler: diversitat harmoniosa, energia contagiosa i naturalesa exuberant amb la terra, el mar, les muntanyes, el cel i el Sol representats en els colors de la bandera brasilera.
Segons Beth Lula, director de la marca Rio 2016, "El disseny de la flama de Riu 2016 es va inspirar en l'esperit olímpic, la naturalesa del nostre país, i l'harmoniosa diversitat i energia del nostre poble". Lula també va dir que "Els seus segments horitzontals, una vegada oberta la torxa, revelen el cel, les muntanyes, el mar i la terra, representada sota la forma del passeig marítim de Copacabana".
El disseny va ser resultat d'una licitació nacional en la qual van participar 76 agències i que va finalitzar amb una reunió multidisciplinària d'un panell format per onze membres reconeguts per la seva experiència en el disseny de productes o la seva contribució al Moviment Olímpic. El panell va seleccionar per unanimitat a l'estudi de disseny Chelles & Hayashi, amb seu en São Paulo. Després d'haver estat escollit, el disseny guanyador va ser perfeccionat amb la col·laboració del Comitè Organitzador.
Cada torxa (produïda amb alumini reciclat i resina amb un acabat setinat) pesa entre 1 i 1,5 kg i té 63,5 cm d'alçada quan està contreta i 69 cm quan està expandida. Els materials lleugers i el disseny que permet un agafament més proper al centre de gravetat de la torxa tenien la intenció que els portadors tinguessin la millor experiència possible.

## Recorregut
Després de ser encesa en Olímpia, la torxa va recórrer diverses localitats de Grècia abans d'arribar a Atenes el 27 d'abril. Després de recórrer les ciutats suïsses de Lausana i Ginebra, la torxa va començar el seu recorregut per Brasil el 3 de maig a la ciutat de Brasília. Després de visitar més de 300 localitats de tot el país (incloent les 26 capitals estatals i el districte federal), la torxa va arribar a Rio de Janeiro.

### Recorregut a Grècia
450 portadors van portar la torxa en sòl grec travessant 2234 quilòmetres. A Atenes, un dels rellevistes va ser Ibrahim Al-Hussein, un refugiat sirià que va perdre part de la seva cama dreta en un atac de bomba el 2012. Al-Hussein era nedador i va emigrar a Grècia el 2014.
- 21 d'abril: Olimpia, Grècia: Encès de la Torxa.
- 21 d'abril: Zakynthos.
- 22 d'abril: Patres - Mesolongi - Nicòpolis - Préveza.
- 23 d'abril: Igumenitsa - Corfú - Tessalònica.
- 24 d'abril: Drama - Alexandrúpoli.[8]
- 25 d'abril: Komotini - Làrissa.
- 26 d'abril: Marató - Atenes.
- 27 i 28 d'abril: Atenes.

### Recorregut a Suïssa
Abans d'anar a Brasil, la torxa va visitar Suïssa, per a una cerimònia especial a la seu de les Nacions Unides en Ginebra i posteriorment va visitar el Museu Olímpic a Lausana.
- 29 d'abril: Lausana.
- del 30 d'abril al 2 de maig: Ginebra.

### Recorregut a Brasil

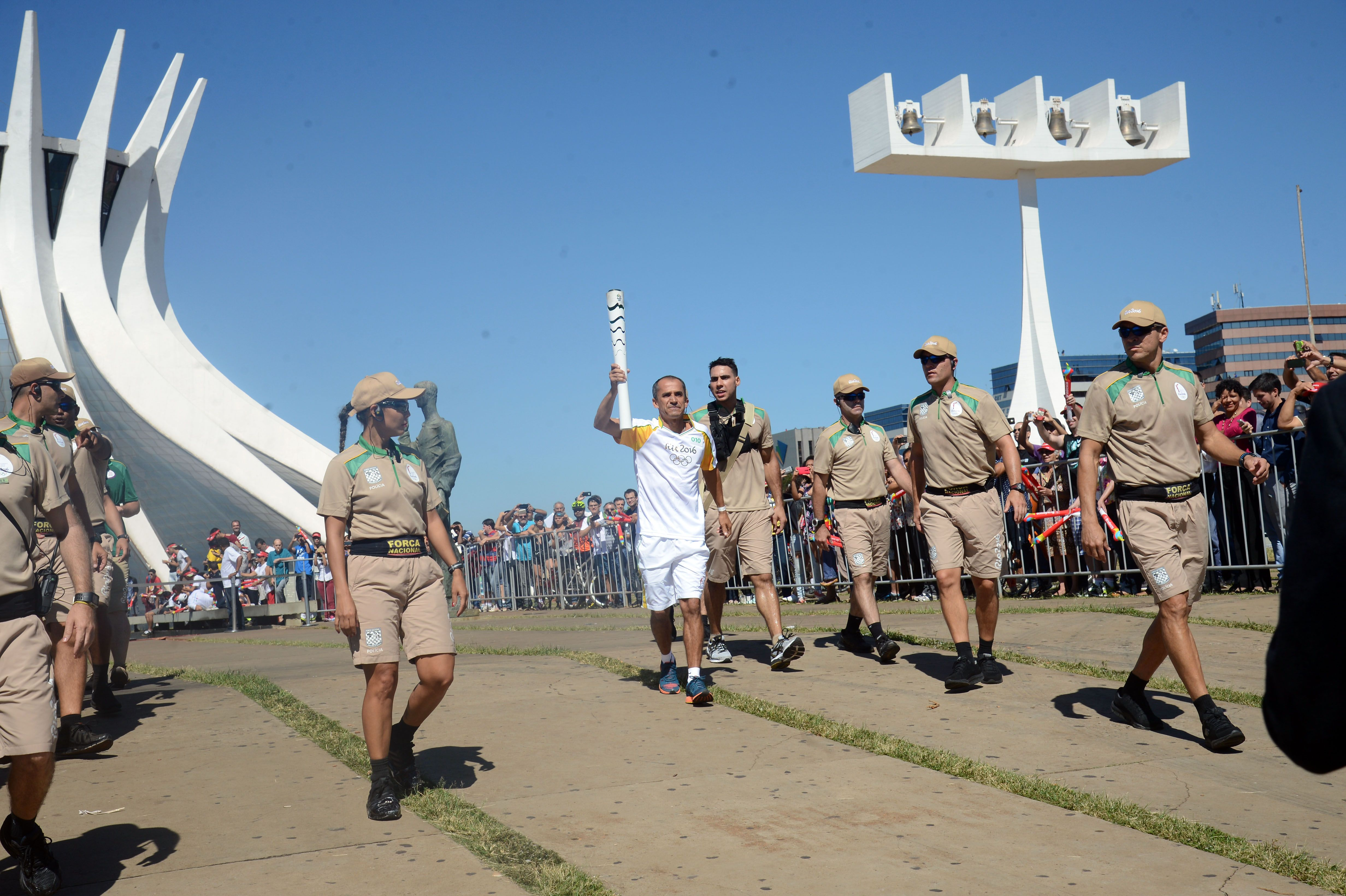
Recorregut de la torxa olímpica a Brasília amb el excorredor de marató Vanderlei de Lima (3 de maig).

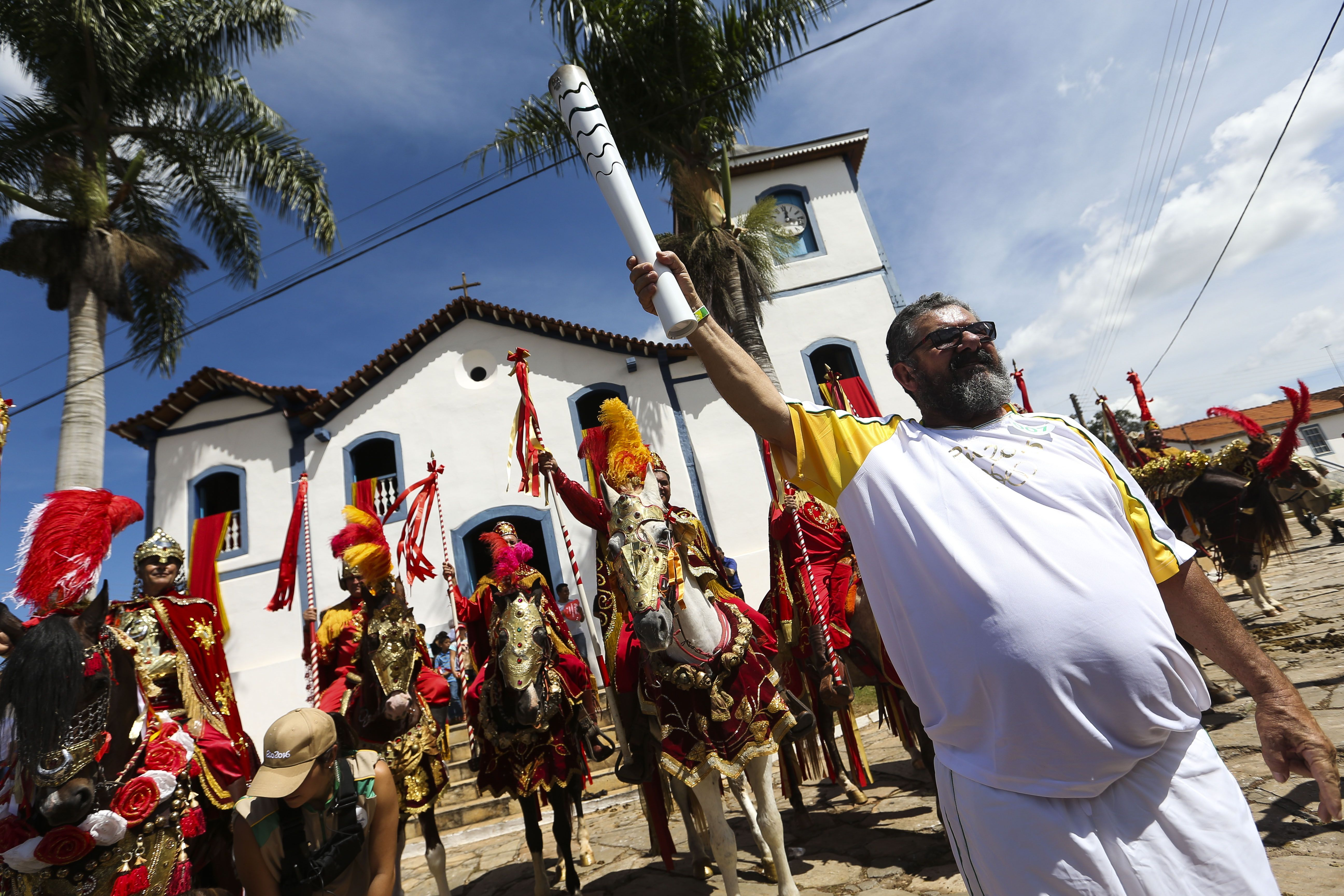
Recorregut de la torxa olímpica a Corumbá de Goiás (4 de maig).

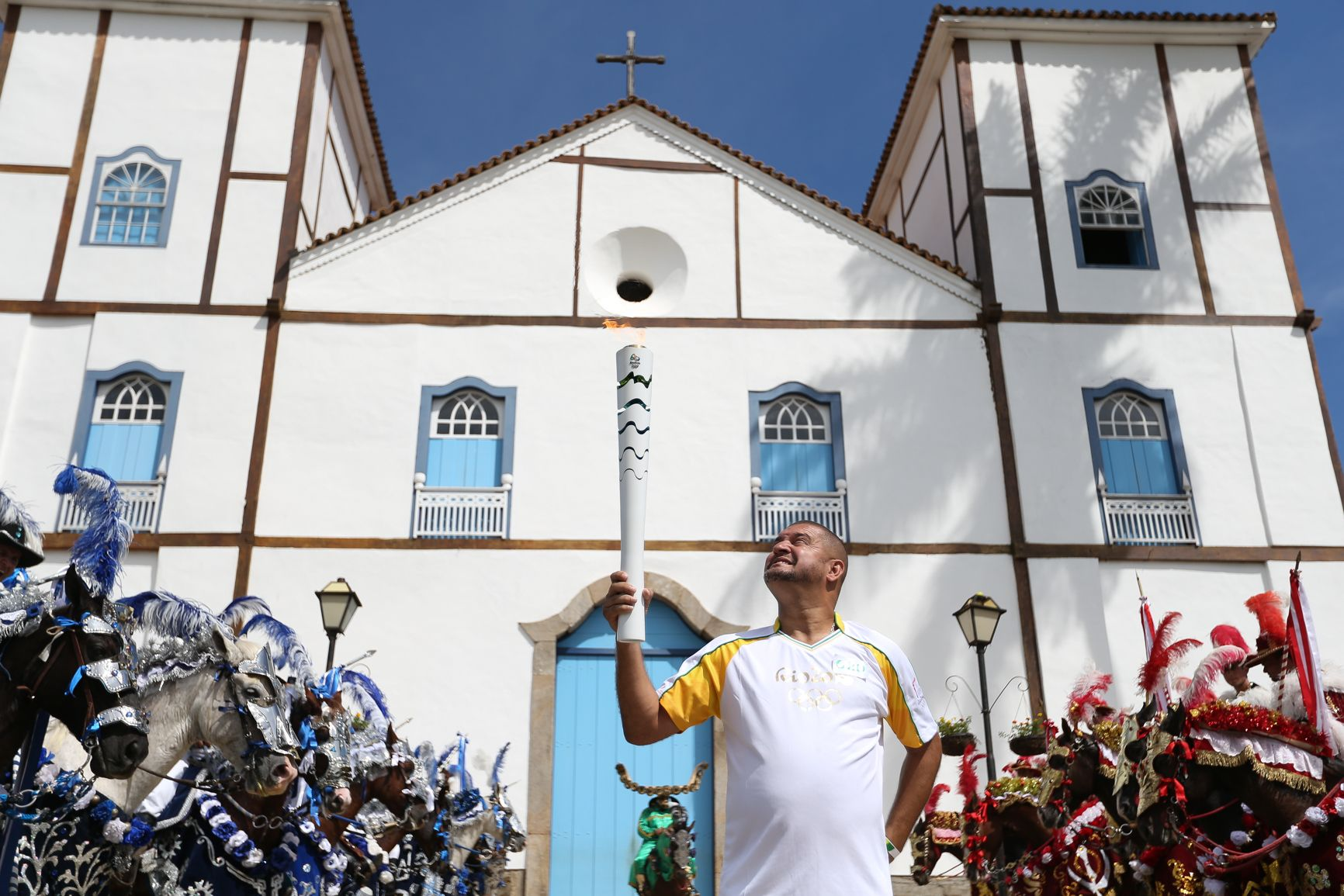
Recorregut de la torxa olímpica a Pirenópolis, Goiás (4 de maig).

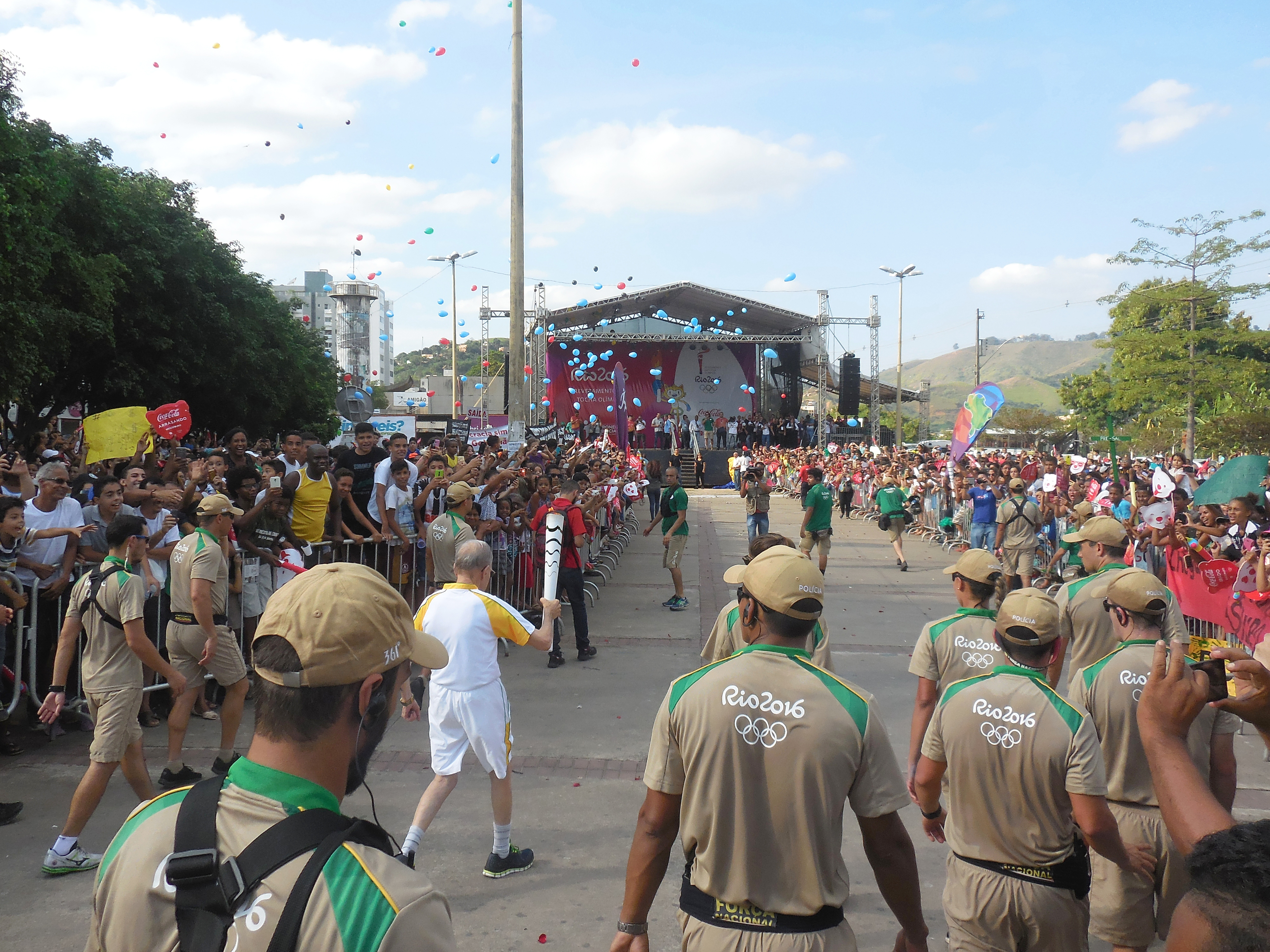
Recorregut de la torxa olímpica a Coronel Fabriciano, Mines Gerais, amb Don Lélis Lara (12 de maig).

El recorregut de la Torxa Olímpica per terres brasileres va ser revelat el 24 de febrer de 2016 pel comitè organitzador. A més de divulgar els aspectes de la cultura de les cinc regions del Brasil, el recorregut de la torxa era una espècie d'entrada en calor de la població pels Jocs Olímpics. Dins dels criteris utilitzats per escollir el recorregut de la flama van estar la logística dels desplaçaments i el turístic dels punts a recórrer. 12.000 rellevistes van portar la torxa recorrent 20 000 quilòmetres.
Districte Federal
- 3 de maig: Brasília.

Goiás
- 4 de maig: Anápolis.
- 5 de maig: Goiânia.
- 6 de maig: Caldas Novas.

Minas Gerais
- 7 de maig: Uberlândia.
- 8 de maig: Patos de Minas.
- 9 de maig: Montes Claros.
- 10 de maig: Curvelo.
- 11 de maig: Governador Valadares.
- 12 de maig: Itabira.
- 13 de maig: Ouro Preto.
- 13 de maig: Itabirito.
- 14 de maig: Belo Horizonte.
- 15 de maig: Juiz de Fora.

Espírito Santo
- 16 de maig: Cachoeiro d'Itapemirim.
- 17 de maig: Vitória.
- 18 de maig: Sao Mateus.

Bahia
- 19 de maig: Porto Seguro.
- 20 de maig: Vitória da Conquista.
- 21 de maig: Ilhéus.
- 22 de maig: Valença.
- 23 de maig: Lençóis.
- 24 de maig: Salvador.
- 25 de maig: Senhor do Bonfim.

Pernambuco
- 26 de maig: Petrolina.

Estat de Bahia (segona part)
- 27 de maig: Paulo Alfonso.

Sergipe
- 28 de maig: Aracaju.

Alagoas
- 29 de maig: Maceió.

Pernambuco (segona part):
- 30 de maig: Caruaru.
- 31 de maig: Recife.
- 1° de juny: Ipojuca.

Paraíba
- 2 de juny: Campina Grande.
- 3 de juny: João Pessoa.

Rio Grande do Norte
- 4 de juny: Natal.
- 6 de juny: Mossoró.

Ceará
- 7 de juny: Fortaleza.
- 8 de juny: Sobral.

Piauí
- 9 de juny: Parnaíba.
- 10 de juny: Teresina.

Tocantins
- 11 de juny: Palmas.

Maranhão
- 12 de juny: São Luís.
- 13 de juny: Barreirinhas.
- 14 de juny: Imperatriz.

Pará
- 15 de juny: Belém.

Amapá
- 16 de juny: Macapá.

Pará (segona Pará)
- 17 de juny: Santarém.

Roraima
- 18 de juny: Boa Vista.

Amazones
- 19 de juny: Manaus.
- 20 de juny: Presidente Figuereido.

Acre
- 21 de juny: Rio Branco.

Rondônia
- 22 de juny: Porto Velho.

Mato Grosso
- 23 de juny: Cuiabá.

Mato Grosso do Sul
- 25 de juny: Campo Grande.
- 26 de juny: Dourados.

São Paulo
- 27 de juny: Presidente Prudent.

Paraná
- 28 de juny: Londrina.
- 29 de juny: Cascavel.
- 30 de juny: Foz do Iguaçu.
- 2 de juliol: Pato Branco.

Santa Catarina
- 3 de juliol: Concórdia

Rio Grande do Sul
- 3 de juliol: Passo Fundo.
- 4 de juliol: Cruz Alta.
- 5 de juliol: Santa Maria.
- 6 de juliol: Pelotas.
- 7 de juliol: Porto Alegre.
- 8 de juliol: Caxias do Sul.

Santa Catarina (segona part)
- 9 de juliol: Criciúma.
- 10 de juliol: Florianópolis.
- 12 de juliol: Blumenau.
- 13 de juliol: Joinville.

Paraná (segona part)
- 14 de juliol: Curitiba.
- 15 de juliol: Ponta Grossa.

São Paulo (segona part)
- 16 de juliol: Itapetininga.
- 17 de juliol: Bauru.
- 18 de juliol: Ribeirão Preto.
- 19 de juliol: Franca.
- 20 de juliol: Campinas.
- 21 de juliol: Osasco.
- 22 de juliol: Santos.
- 23 de juliol: São Bernardo do Campo.
- 24 de juliol: São Paulo.
- 26 de juliol: São José dos Campos

Rio de Janeiro
- 27 de juliol: Angra dos Reis.
- 28 de juliol: Volta Redonda.
- 29 de juliol: Petrópolis.
- 30 de juliol: Nova Friburgo.
- 31 de juliol: Macaé.
- 1° d'agost: Cabo Frio.
- 2 d'agost: Niterói.
- 3 d'agost: Nova Iguaçú.
- 4 i 5 d'agost: Rio de Janeiro.[10]